# Marek VIII
Marek VIII (ur. ?, zm. 21 grudnia 1809) – w latach 1796–1809 108. patriarcha (papież) Koptyjskiego Kościoła Ortodoksyjnego. 